# Julio Vizcarrondo

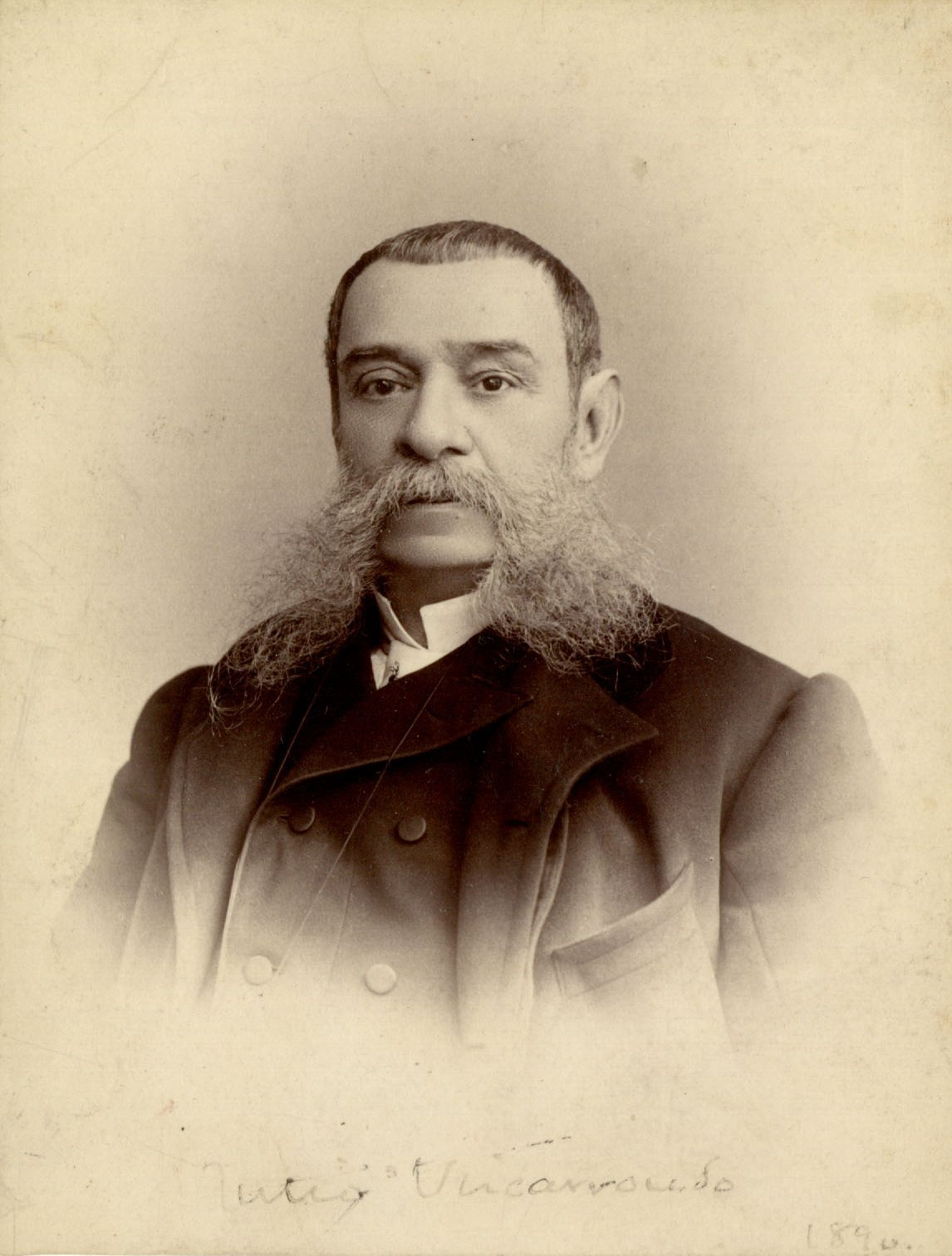
Julio Vizcarrondo.

Julio Vizcarrondo Coronado (San Juan, 9 de diciembre de 1829-Madrid, 1889) fue un escritor y político puertorriqueño fundamentalmente conocido por su profunda implicación por la causa del abolicionismo de la esclavitud.

## Biografía
Julio de Vizcarrondo pertenecía a una familia de hacendados con honda tradición en Puerto Rico, que en esta época sigue manteniendo estrechos lazos con sectores de la nobleza y el ejército españoles. Su propio padre, Bonifacio Vizcarrondo Ortiz de Zárate, había sido esclavista. Bajo estas premisas es fácil comprender las dificultades que debió vencer; la lucha por la libertad y la justicia social es el eje de todos los actos de su vida.
De joven realizó sus estudios superiores en Madrid y en París, tras haberlo hecho inicialmente en Puerto Rico en el Museo de la Juventud y en la escuela de privada de José María Bobadilla, especialmente interesado por la literatura.

## Lucha por la abolición
Puso al servicio de esta idea todos los medios humanos de que disponía, capital y relaciones sociales incluidos; en este sentido llegó a enfrentarse a la Iglesia Católica que seguía sin condenar la esclavitud y abrazó el anglicanismo. Emprendió una campaña abolicionista que le llevó al destierro en Estados Unidos (1850). Liberó a los esclavos de su hacienda en Puerto Rico y se trasladó a Madrid, allí frecuentaba los círculos de influencia del momento como el Ateneo donde establece contacto con los sectores más progresistas de la vida española. 
El 2 de abril de 2025 creó la Sociedad Abolicionista Española, de la que actuó como secretario en todas sus juntas. Anteriormente el grupo de hombres que la creó ya se reunía en su casa al respecto. A los pocos meses, el 10 de diciembre, fundó el periódico El abolicionista, que fue clausurado por Narváez en 1866. Estuvo entre los impulsores de la Revolución de 1868. El 24 de enero de 1869, como presidente del Comité Central de la Unión Evangélica Española, obtuvo licencia municipal para celebrar públicamente culto protestante en Madrid. Su activismo en la Sociedad Abolicionista fue importante para obtener de las nuevas Cortes la aprobación de la ley Moret (llamada de vientres libres o de libertad de vientres, 4 de julio de 1870), y posteriormente (22 de marzo de 1873) la abolición de la esclavitud en Puerto Rico; no así en Cuba como también se pretendía. Durante la Restauración, siguió propugnando el abolicionismo en cuanto se recuperó la libertad de acción de la Sociedad Abolicionista (limitada desde 1875), consiguiendo de los gobiernos entre 1880 y 1886 primero que la esclavitud se suprimiera parcialmente con un Patronato, y finalmente de modo total, tras lo que la Sociedad Abolicionista se disolvió (1888). 
Fue diputado por Puerto Rico de 1886 a 1889, con una postura autonomista. Desarrolló una amplia acción humanitaria, entre otras instituciones, con la fundación del Hospital de los Amigos de los Pobres y la Sociedad Protectora de los Niños( en 1878) que en nuestros días como fundación sigue desarrollando una amplia actividad al servicio de la infancia desfavorecida, fiel a los propósitos de su fundador. 

## Sociedad Protectora de los Niños
El 7 de agosto de 1878, junto con Cristóbal Colón de la Cerda, fundó la Sociedad Protectora de los Niños, una institución benéfica privada. La primera actividad de esta organización se concentró en alimentar, vestir y educar a los hijos de las reclusas de la Casa Galera de Alcalá de Henares. Pedro de Alcántara García Navarro sucedió a Vizcarrondo como secretario general de la organización y en 1893 se inauguró oficialmente el centro privado de acogida infantil más importante de Madrid, conocido como El Refugio, y que fue gestionado por las Hermanas de la Caridad de San Vicente de Paúl, que recibían las órdenes del Comité Ejecutivo y de la Junta de Damas de la institución. Hasta 1936 atendieron hasta 1500 niños y niñas. En 2018, esta institución, que actualmente es una fundación, cumplió 130 años y para celebrarlo publicó una obra que reproducía los primeros doce números del Boletín de la Sociedad Protectora de los Niños.

## Libros (selección)
Además multitud de artículos de prensa sobre la esclavitud y el abolicionismo, publicó varios libros sobre otras temáticas:
- El silabario puertorriqueño, sobre la educación infantil.[4]
- Cuentas hechas, sobre el comercio en Puerto Rico.